# The Night of the Doctor
"The Night of the Doctor" (→닥터의 밤)는 영국의 SF 드라마 닥터 후의 미니 에피소드이다. BBC One에서 방송될 드라마 50주년 스페셜의 연계 에피소드의 하나로 2013년 11월 14일 BBC iPlayer와 유튜브에서 공개되었다. 각본은 스티븐 모펏이 맡았으며 폴 맥갠이 8대 닥터 역으로 출연했다.
이 에피소드는 시간 전쟁을 배경으로 하며, 이전에는 볼 수 없었던 8대 닥터 (폴 맥갠 분)의 마지막 순간과 함께, 자신이 일부러 선택한 일생인 워 닥터 (존 허트)로 재생성하는 모습을 담고 있다. 폴 맥갠이 닥터 역으로 스크린에 출연한 것은 1996년 TV 영화로 데뷔한 이래 이번이 두 번째이다.

## 줄거리
시간 전쟁이 한창이던 와중 8대 닥터는 칸 행성에 충돌할 위험에 처한 우주선의 조종사 캐스(Cass)를 구출하러 나선다. 캐스는 닥터가 타임 로드라는 사실을 깨닫고 도움을 한사코 거절한다. 본인은 시간 전쟁에 참전한 적이 없어 전장의 타임 로드와는 다르다는 닥터의 항변에도 캐스는 탈출에 나서지 않고, 닥터도 캐스를 버리지 못하면서, 우주선이 그대로 추락하여 두 사람 모두 죽음을 맞이한다.
칸 행성에는 영생의 화염과 비약의 수호자, 칸의 자매가 있었다. 닥터는 자매들의 도움으로 일시 부활하였지만 캐스는 다시 살아날 수 없게 되었다. 자매들은 닥터에게 물약을 건네면서, 당신이 다시 죽음을 맞이하기 전에 이 물약을 마시면 새로운 모습으로 재생성할 수 있으며, 그 모습도 직접 고를 수 있다고 말한다. 그리고 닥터에게 "온 현실을 위협하는" 시간 여행을 끝내려면 무언가라도 해야 한다고 설득한다.
자매의 제안을 거절한 닥터는 죽은 캐스를 본 뒤 더 이상 닥터라는 것은 필요치 않다는 현실을 수긍하고 자신을 '전사'로 만들어줄 물약을 달라고 부탁한다. 과거 자신들과 함께했던 동행자들에게 인사를 건넨 뒤, 닥터는 물약을 마시고 재생성한다. 캐스의 탄띠를 주워들어 두른 닥터의 모습은 워 닥터라는 새로운 생애였다.

### 다른 에피소드와의 연관성
재생성에 앞서 닥터가 언급하는 동행자들은 빅 피니시 프로덕션에서 제작한 오디오 드라마에서 등장하는 동행자들로, 찰리 폴러드, 크리즈, 루시 밀러, 탬신 드루, 몰리 오설리번 등이다. 빅 피니시의 오디오 드라마에 나왔던 오리지널 캐릭터가 TV 에피소드의 정사에서 언급된 것은 이번이 사상 처음이다.
한편 칸의 자매는 8대 닥터의 오디오 드라마에도 등장하나, 원래는 1976년 방영된 4대 닥터의 TV 에피소드 <The Brain of Morbius> 편에서 처음 등장했다. 작중 자매의 여사제로 소개되는 오힐라 (Ohila)는 <The Brain of Morbius> 편에 나왔던 대제사장의 이름인 오히카 (Ohica)와 비슷하지만, 두 인물 간의 직접적인 연관성은 확인되지 않았다.

## 제작

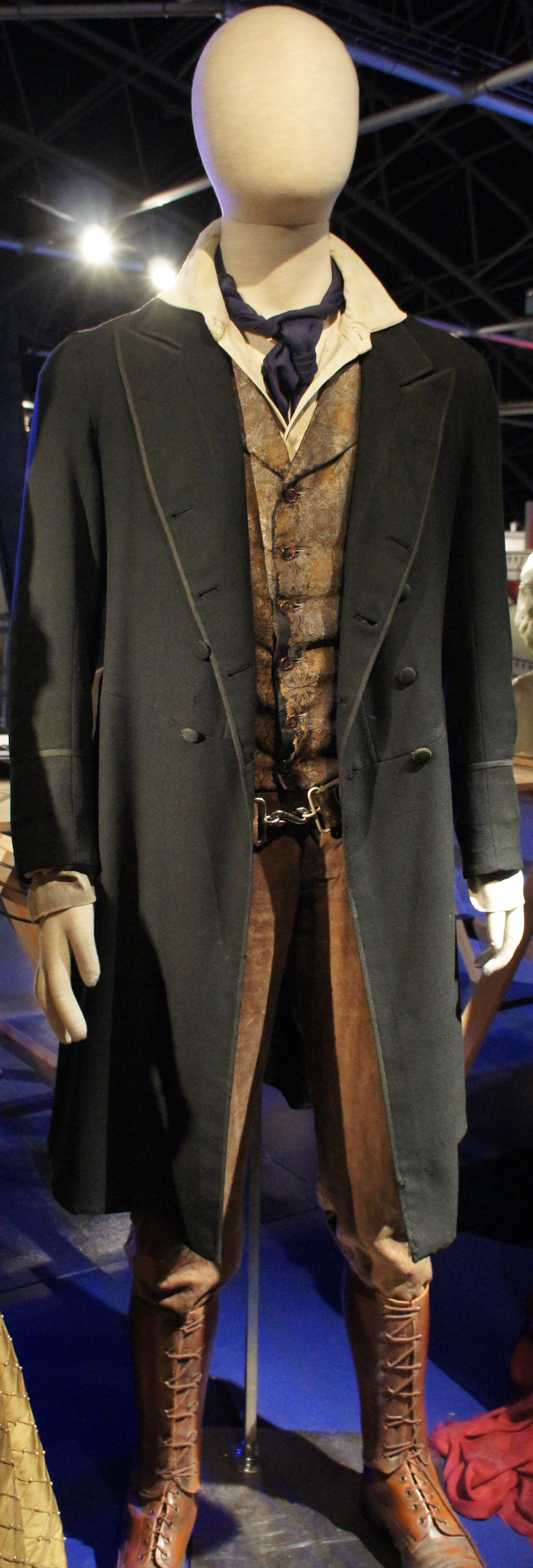
작중 8대 닥터의 의상 (닥터 후 익스피리언스의 전시품)

"The Night of the Doctor"의 이야기를 구상하게 된 시점은 시즌7 "The Name of the Doctor" 편에서 이전에는 알려지지 않았던 닥터의 생애, 워 닥터 (존 허트 분)가 소개된 이후였다. 스티븐 모펏은 8대 닥터로부터 바로 재생성했다는 최고의 소재를 통해, 워 닥터가 어떻게 탄생했는지 보여줘야겠다고 결심하였다. 이는 모펏 본인이 늘 원했던 8대 닥터의 최후도 함께 보여준다는 장점도 갖추고 있었다. 폴 맥갠에게 연락해 참여 의사를 확인받은 모펏은 팬들에게 도욱 놀라움을 선사하겠다는 목적과 더불어 "The Day of the Doctor"의 도입부 역할을 할 미니에피소드의 집필에 착수했다.
"The Night of the Doctor"의 촬영 작업은 2013년 5월 7일~8일 로스 로크 스튜디오에서 진행되었다. 촬영 첫날은 칸 행성에서 벌어지는 장면들을, 다음날에는 캐스의 우주선에서 벌어지는 장면들을 촬영하였다. 8대 닥터가 입을 의상의 경우 TV 영화의 의상도, 빅 피니시에서 소개된 의상도 아닌 새 의상을 소개한다는 모펏의 결정에 따라, 하워드 버든 (Howard Burden)이 TV영화의 의상을 변형해 디자인한 것이 채택됐다. 이전 의상을 참조하여 긴 녹색 코트와 회색 양복 조끼는 유지되었으나 이전의 '신사'에서 '모험가'에 더 가까운 인상으로 바뀌었다는 평가다. 의상 채택과 동시에 11대 닥터의 타디스 콘솔룸 세트장에서 새 의상을 입은 맥건의 모습이 홍보용 사진으로 촬영되었다.
마지막에 등장하는 워 닥터의 젊은 모습은, 1979년 BBC 드라마로 방영된 <죄와 벌>의 로디온 라스콜니코프 역으로 등장한 배우 존 허트의 옛 모습을 따온 것이다.

## 방송과 평가
해당 에피소드의 제작 소식은 본편 공개를 한 시간도 채 앞두지 않은 시점에서 트위터를 통해 알려지면서 시청자들에게 놀라움을 안겼다. 폴 맥갠의 등장도 마찬가지로 예상 밖의 일이었다. 원래 공개일은 50주년 기념일을 맞이하는 주에 예정되어 있었으나, 미니에피소드의 존재와 8대 닥터의 깜짝 출연 소식이 유출될 우려가 존재하면서 앞당겨졌다. 디 애틀랜틱은 "The Night of the Doctor"를 2013년 최고의 TV 에피소드 중 하나로 꼽았다.
에피소드는 BBC 유튜브 공식 채널, iPlayer 서비스, BBC 레드 버튼 서비스를 통해 공개됐다. 공개 일주일 만에 조회수 250만 건을 돌파했으며, 폴 맥갠의 닥터 역 귀환도 호평을 받았다. 특히 이번 에피소드에 매료된 팬들은 BBC가 8대 닥터의 단독 스핀오프 시리즈를 제작해 달라는 캠페인을 벌였으며, Change.org에 올라온 청원에는 15,000명이 넘는 유저들이 서명했다.
BBC 아메리카는 드라마 50주년 당일 스페셜 "The Day of the Doctor"를 방송한 뒤, 2013년 12월 25일 연장 재방송을 하면서 지난 방송에서 편집된 장면과 더불어 맷 스미스의 마지막 에피소드 "The Time of the Doctor"와 함께 본 에피소드를 방영하였다.

### 팬들의 반응
미니 에피소드가 공개된 후 닥터 후 팬덤에서는 폴 맥갠이 출연하는 닥터 후 단독 스핀오프 드라마나, 폴 맥갠과 피터 카팔디 (12대 닥터 역)가 출연하는 멀티 닥터 스토리, 기타 폴 맥갠이 출연하는 추가 스페셜이나 미니에피소드를 제작해달라는 운동을 벌였다. 스핀오프 제작을 요구하는 청원은 2013년 11월 기존 청원 목표치인 15,000명을 돌파하였으며, 목표치를 25,000명을 올린 뒤에는 20,000명까지 다다랐다. 폴 맥갠 본인도 복귀 의사를 표명하고 청원에 함께 했다고 밝혔다. 캐스 역을 맡은 배우 에마 캠벨존스 (Emma Campbell-Jones)도 캐스가 죽었는지는 확실치 않다면서, 캐스가 만난 타임로드가 "착한 닥터인지 알아야 하지 않겠느냐"고 지적하면서 복귀 의사를 전했다.
그러나 닥터 후의 쇼러너를 맡은 스티븐 모펏은 50주년 기념일을 제외하면 "한 번에 한 명의 닥터"가 있어야 한다면서 8대 닥터의 스핀오프 드라마는 실현되지 않을 것이라고 일축했다. 그리고 폴 맥갠의 출연 자체가 중요하기보다는, 깜짝 등장한 것이 중요하다면서, 제작 가치가 높은 미니에피소드는 추가로 제작될 것이며 시청자는 물론 BBC에게도 놀라울 것이라고 진화했다.

## 홈 미디어
50주년 스페셜 에피소드 "The Day of the Doctor"의 블루레이, DVD 출시 당시 부가 영상으로 수록되었다. 이후 2014년 9월 8일 "The Name of the Doctor", <An Adventure in Space and Time>, "The Day of the Doctor", "The Time of the Doctor", <The Five(ish) Doctors Reboot>와 함께 스페셜 시즌 DVD와 블루레이로 재출시됐다. 2016년 9월 19일에는 <Doctor Who: The Movie>의 블루레이 출시와 함께 부가 기능으로 수록되었다.

### 문고판
스티븐 모펏이 쓴 "The Day of the Doctor"의 소설판에도 이 에피소드의 이야기가 소개되었다. 여기서는 닥터가 전사가 되기 위해 마신 물약이 사실은 가짜였으며, 닥터가 시간 전쟁에 참전하게 만들기 위해 오힐라가 일부러 속인 것이라는 설정이다.